# (392741) 2012 SQ31
(392741) 2012 SQ31, ранее 2012 SQ31 — астероид семейства Флоры из внутренней части пояса астероидов. Диаметр объекта составляет около 700 метров. В 2004—2012 годах считался транснептуновым объектом и потерянной малой планетой. Датой официального открытия было назначено 27 декабря 2009 года. Считается, что объект был открыт астрономами в рамках программы Spacewatch, проводимой в обсерватории Китт-Пик в Аризоне, США.

## Орбита и классификация
2012 SQ31 является представителем семейства Флоры, большого семейства астероидов и крупнейшего семейства каменных астероидов в главном поясе.:23 Обращается вокруг Солнца в щели Кирквуда на расстоянии 1,9-2,6 а. e. с периодом 3 года и 5 месяцев (1242 дня, большая полуось равна 2,26 а. е.). Эксцентриситет орбиты равен 0,14, наклонение относительно плоскости эклиптики составляет 4°. Дуга наблюдения начинается с предварительного обнаружения по наблюдениям в обсерватории Халеакала (Гавайи) в декабре 2005 года, за 4 года до официального открытия.

### Транснептуновый объект
11 августа 2004 года астероид наблюдался как объект 2004 PR107 астрономами Межамериканской обсерватории Серро-Тололо в Чили, но до 2012 года астероид считался потерянным объектом вследствие недостаточного количества последующих наблюдений. В течение данного времени только по двум наблюдениям, полученным в один день, астероид относили к транснептуновым объектам и считали большую полуось орбиты равной 46 а. е. Майкл Браун отнёс астероид к карликовым планетам при оценке диаметра 555 км, полученной на основе абсолютной звёздной величины 4,6 в предположении альбедо 0,09.
В 2009 году потерянный астероид наблюдался вновь как объект 2009 YS20, но в то время не было понятно, связан ли он с 2004 PR107. В 2012 году объект был в действительности переоткрыт и классифицирован как маленький астероид главного пояса; номер был присвоен два года спустя (см. ниже).

## Физические характеристики
2012 SQ31 считается представителем семейства Флоры, которому принадлежат каменные астероиды спектрального класса S с типичным значением альбедо 0,24, характерным для основного объекта в семействе — астероида (8) Флора.:23 На основе формул связи звёздной величины и диаметра была получена оценка диаметра 2012 SQ31, равная 690 метрам при абсолютной звёздной величине 18,0 в предположении альбедо 0,24. По состоянию на 2018 год для астероида не было получено кривой блеска. Период вращения, расположение полюсов и форма объекта остаются неизвестными.

## Номер и название
Центр малых планет присвоил астероиду номер 15 апреля 2014 года. По состоянию на 2018 год объект не имел собственного названия.